# Uredba o lesu
Uredba EU o lesu (Uredba (EU) št. 995/2010) je uredba Evropske unije z dne 20. oktobra 2010, katere cilj je boj proti trgovini z nezakonito pridobljenim lesom in lesnimi proizvodi v EU. Prepoveduje dajanje nezakonito pridobljenega lesa in lesnih proizvodov na trg v EU in določa obveznosti za gospodarske subjekte. Uredba se od 3. marca 2013 uporablja v vseh državah članicah EU. 

## Uredba Evropske unije::
| Uredba Evropskega parlamenta in Sveta o določitvi obveznosti gospodarskih subjektov, ki dajejo na trg les in lesne proizvode Sprejela Evropski parlament in Svet Pravna podlaga Člen 192(1) Uradni list EU L 295, 12.11.2010, str. 23-24                                       |
| Časovnica |
| Datum sprejema: 20. oktober 2010 Datum začetka veljave: 3. marec 2013 |
| Pripravljalna besedila |
| Mnenje Evropskega ekonomsko-socialnega odbora : UL C 2009/318 P 88 Stališče Evropskega parlamenta : UL C 2009/184 P 145 Stališče Evropskega parlamenta : podano dne 7. 7. 2010 Predlog Komisije : Com 2008/0644 konč. Postopek soodločanja Stališče Sveta; UL C 2010/114E P 17 |
| Povezani predpisi |
| Spreminja: 52008PC0644 |

### Ozadje
Nezakonita sečnja, tj. pridobivanje lesa na način, ki krši zakone in predpise države pridobivanja, ima hude gospodarske, okoljske in družbene posledice za nekatere najdragocenejše preostale gozdove sveta in skupnosti, ki so od njih odvisne. Povzroča izgubo prihodka, spodkopava prizadevanja legitimnih gospodarskih subjektov in je povezana s krčenjem gozdov, izgubo biotske raznovrstnosti in emisijo toplogrednih plinov kakor tudi s spori glede zemlje in virov ter osiromašenjem avtohtonih skupnosti.
EU je pomemben izvozni trg za države, kjer sta nezakonitost in slabo upravljanje znotraj gozdarskega sektorja najbolj prisotna. Države EU, ki dovolijo dajanje lesa in lesnih proizvodov, ki bi lahko prihajali iz nezakonitih virov, na trg v EU, v osnovi ohranjajo prakso nezakonite sečnje.
Da bi se spopadla s tem problemom, je EU leta 2003 oblikovala akcijski načrt FLEGT (Uveljavljanje zakonodaje, upravljanje in trgovanje na področju gozdov – http://www.euflegt.efi.int/portal/), ki določa številne ukrepe za umik nezakonito pridobljenega lesa s trga, izboljšanje oskrbe z zakonito pridobljenim lesom in povečanje povpraševanja po odgovorno pridobljenih lesnih proizvodih. Dva ključna elementa akcijskega načrta sta Uredba EU o lesu in prostovoljni partnerski sporazumi (trgovinski sporazumi z državami izvoznicami lesa, ki pomagajo preprečevati dajanje nezakonito pridobljenega lesa na evropski trg).

### Pregled
Da bi se spopadla z nezakonito sečnjo po vsem svetu, Uredba EU o lesu prepoveduje dajanje nezakonito pridobljenega lesa in proizvodov iz takšnega lesa na trg v EU. Tiste, ki se ukvarjajo z lesom ali lesnimi proizvodi, razvršča v dve kategoriji: gospodarske subjekte in trgovce. Vsaka ima svoje značilne obveznosti. 
Gospodarski subjekti, ki so v Uredbi opredeljeni kot tisti, ki les ali lesne proizvode dajejo na trg v EU prvič, morajo izvajati „potrebno skrbnost“. Od trgovcev, ki so v Uredbi EU o lesu opredeljeni kot tisti, ki prodajajo ali kupujejo les ali lesne proizvode, ki so že bili dani na trg v EU, se zahteva, da hranijo podatke o dobaviteljih in strankah, da bi omogočili njihovo lažjo sledljivost.

### Potrebna skrbnost
Gospodarski subjekti morajo pri dajanju lesa ali lesnih proizvodov na trg v EU ravnati s „potrebno skrbnostjo“, da bi zmanjšali tveganje trgovanja z nezakonito pridobljenim lesom ali proizvodi, ki vsebujejo nezakonito pridobljen les. 
Z drugimi besedami to pomeni, da morajo izvajati sistem za obvladovanje tveganja, ki vsebuje tri elemente:
-informiranje: gospodarski subjekt mora imeti dostop do informacij o lesu in lesnih proizvodih, državi pridobivanja (in, kjer je primerno, o lokalnem področju pridobivanja v državi pridobivanja in dovoljenju), vrstah, količini, podatkih o dobavitelju ter do informacij o skladnosti z nacionalno zakonodajo;
-oceno tveganja: gospodarski subjekt mora oceniti, kakšno je tveganje, da je v njegovi dobavni verigi nezakonito pridobljen les, in sicer na podlagi zgoraj opredeljenih informacij ter ob upoštevanju meril Uredbe EU o lesu;
-ublažitev tveganja: če se z oceno tveganja ugotovi, da tveganje nezakonito pridobljenega lesa v dobavni verigi ni zanemarljivo, se lahko tveganje ublaži z dodatnimi ukrepi, na primer tako, da se od dobavitelja zahtevajo dodatne informacije in preverjanje.

Gospodarski subjekti lahko oblikujejo lasten sistem potrebne skrbnosti ali uporabijo tistega, ki ga je oblikovala nadzorna organizacija. 

### Obseg proizvodov
Zakonodaja zajema tako les kot lesne proizvode, proizvedene v EU in uvožene iz držav zunaj EU. Zajeti proizvodi vključujejo: proizvode iz masivnega lesa, plošče za oblaganje tal, vezane lesene plošče, celulozo in papir itd. Reciklirani proizvodi in tiskovine, kot so knjige, revije in časopisi, niso zajeti.
Za les in lesne proizvode, zajete v veljavnih dovoljenjih FLEGT ali CITES, se šteje, da so skladni z zahtevami iz Uredbe EU o lesu. 
Podroben seznam proizvodov, ki jih zajema zakon, je na voljo v Prilogi k Uredbi EU o lesu: http://eur-lex.europa.eu/LexUriServ/LexUriServ.do?uri=CELEX:32010R0995:SL:NOT
Uredba EU o lesu ne vpliva na osebe, ki les ali lesne proizvode prodajajo ali kupujejo za osebne namene. 

### Uporaba
Uredba EU o lesu je zavezujoča v vseh državah EU. Zakonodajalec v vsaki državi določi učinkovite, sorazmerne in odvračilne kazni, da bi zagotovil skladnost z Uredbo EU o lesu. Vsaka država ima pristojen organ, ki usklajuje izvrševanje Uredbe. Pristojni organ v vaši državi poiščite tukaj: http://ec.europa.eu/environment/forests/pdf/guidance_document.pdf

### Sekundarna zakonodaja
Evropska komisija je 23. februarja 2012 sprejela Delegirano uredbo Komisije (EU) št. 363/2012, v kateri predvideva pravila za priznanje nadzornih organizacij in njihov preklic. 
Poleg tega je Evropska komisija 6. julija 2012 sprejela tudi Izvedbeno uredbo Komisije (EU) št. 607/2012, da bi zagotovila enotno uporabo Uredbe po vsej EU. Podrobno navaja ukrepe za obvladovanje in ublažitev tveganj, ki so del „sistema potrebne skrbnosti“, ter pogostost in naravo pregledov, ki jih bodo pristojni organi držav članic izvajali v nadzornih organizacijah. 